# 美白
美白是指通過各種方法使自己的膚色變白，常見的美白方法是防曬或塗抹有美白效果的護膚品等。
很多亞洲國家的傳統審美觀念認為膚色白的女性比較美，很多亞洲女性對於美白有著執著的追求，熱衷於尋找與嘗試各種美白產品、美白方法。也有觀點認為，這種以白為美的觀念源於人們對更優越的經濟階級地位的追求

## 相關
- 美容
- 美黑